# European Optical Society
Die European Optical Society (EOS) ist ein gemeinnütziger Verein, der auf europäischer Ebene tätig ist. Die EOS wurde am 24. Mai 1991 gegründet, vereinigt wissenschaftliche Gesellschaften als Mitglieder. Vereinssitz ist Paris.

## Ziele, Vereinszweck
Die Vereinigung fördert den wissenschaftlichen Fortschritt im Bereich der optischen Technologien und angrenzenden Wissenschaften sowie deren Anwendung auf europäischer und internationaler Ebene durch Vernetzung der Akteure in diesem Technologiefeld. Hierbei dient die EOS als Plattform für alle Wissenschaftler, Unternehmen, Organisationen, Bildungseinrichtungen und sonstigen fachlichen Zusammenschlüsse, die die optischen Technologien und ihre Anwendungsfelder in Europa weiterentwickeln wollen.

## Hauptaktivitäten
- Organisation von Topical Meetings, Workshops und Konferenzen sowie Co-Sponsoring anderer wissenschaftlicher Veranstaltungen im Umfeld der optischen Technologien
- Fachgruppen für die verschiedensten Anwendungsfelder der Optischen Technologien (z. B. Bildgebungsverfahren, Terahertz-Technologien, Mikrooptik, optische Messtechnik, Aus- und Weiterbildung u. a.)
- Herausgabe des Online-Journals
- Herausgabe eines elektronischen sowie eines Print-Newsletter (letzterer wird im Magazin “Optics&Laser Europe (OLE)” veröffentlicht)
- Lobbyarbeit auf europäischer Ebene (Technologie-Plattform Photonics21, Phorce21)
- Jährliche Vergabe des EOS-Preises, sowie European THz Young Investigator Awards für Nachwuchswissenschaftler

## Mitgliedschaft
Die Vereinigung hat ca. 6500 Mitglieder, darunter nationale optische Gesellschaften, Institute, Universitäten, Firmen sowie individuelle und studentische Mitglieder.
Nationale Optische Gesellschaften:
19 Länder sind durch nationale optische Gesellschaften (10 branches, 12 Affiliated Societies) in der EOS vertreten:
- Belgien: Comité Belge d’Optique - Belgian Optical Committee (CBO-BCO); Promoptica
- Dänemark: Danish Optical Society (DOPS)
- Deutschland: Deutsche Gesellschaft für angewandte Optik (DGaO); Wissenschaftliche Gesellschaft Lasertechnik e.V. (WLT)
- Finnland: Finnish Optical Society (FOS)
- Frankreich: Société Françaises d’Optique (SFO)
- Italien: Societa Italiana di Ottica e Fotonica (SIOF)
- Lettland: Latvian Optical Society (LOS)
- Niederlande: Dutch Physical Society – Optics Section (DPS-OS)
- Portugal: Portuguese Society of Optics and Photonics (SPOF)
- Polen: Polish Physical Society – Optics Division (PPS)
- Rumänien: Division of Optics & Quantum Electronics of the Romanian Physical Society (DOQE-RPS)
- Russland: Laser Association (LAS); Rozhdestvensky Optical Society (ROS)
- Schweden: Swedish Optical Society (SOS)
- Schweiz: Swiss Society for Optics and Microscopy (SSOM)
- Tschechien und Slowakei: Czech and Slovak Society for Photonics (CSSF)
- Ukraine: Ukrainian Society of Pure and Applied Optics  (USPAO)
- Ungarn: Hungarian Optical Society (HOS)
- Vereinigtes Königreich und Irland: Institute of Physics Optical Group (IOP)

## Onlinejournal
Das Journal of the European Optical Society (JEOS:RP) ist das kostenlos zugängliche Verbandsorgan, das sich an Forscher und Entwickler im Bereich Optik und Photonik richtet.